# Parathesis congesta
Parathesis congesta là một loài thực vật thuộc họ Myrsinaceae. Đây là loài đặc hữu của El Salvador. Chúng hiện đang bị đe dọa vì mất môi trường sống.